# Повісті Бєлкіна. Постріл (телефільм)
«Повісті Бєлкіна. Постріл» — радянська кіно-теледрама 1981 року, режисера Петра Фоменка за твором О. С. Пушкіна, що входить до циклу «Повістей покійного Івана Петровича Бєлкіна». 

## Сюжет
За повістю О. С. Пушкіна. Розповідь ведеться від імені оповідача, який згадує історію зі свого життя — його полк перебував в одному Богом забутому містечку, де до їхнього офіцерського суспільства належав якийсь таємничий чоловік з дивним ім'ям Сільвіо. Ніхто не знав про нього нічого, чи був він багатий, чи був він бідний. Ходив він пішки, але влаштовував бенкети, де шампанське лилося рікою. Головним його заняттям була стрільба з пістолета, всі стіни його кімнати «були проточені кулями». Він настільки швидко розвивався в цьому занятті, що ніхто з офіцерів не засумнівався підставити йому свою голову, з якої б Сільвіо збив грушу. Якось офіцери грали в карти у Сільвіо, і в процесі гри один поручик в нападі люті запустив в нього шандалі. Все повинно було закінчитися дуеллю, але Сільвіо задовольнили вибачення поручика і той залишився живий.
І ось Сільвіо дістає листа, який хвилює його неймовірно, і він, нарешті, розповідає оповідачеві історію свого життя. Років шість тому він, Сільвіо, був першим буяном у полку, брав участь у всіх дуелях, насолоджувався своєю славою доти, доки в полку не з'явився молодий чоловік з багатим, знатним прізвищем, красивий, успішний, дотепний, він швидко потіснив Сільвіо з його трону, що викликало у Сильвіо заздрість і ревнощі. Він шукав дуелі з молодою людиною, але щоразу той зводив усе до жарту. Нарешті Сільвіо випала нагода викликати суперника на дуель. Молодий граф прийшов на дуель з кашкетом, повним черешень. Сільвіо, змучений злістю, побоявся зробити свій постріл першим і віддав його своєму супернику. Молода людина не влучила. Тепер його життя було в руках Сільвіо, але бачачи байдужість свого суперника до смерті, він вирішив відкласти свій постріл. Не було того дня, щоб Сільвіо не думав про помсту і ось, нарешті, він дізнався, що його суперник вирішує поєднатися законним шлюбом з юною красунею. «Подивимося, чи так байдуже прийме він смерть перед своїм весіллям, як колись чекав її за черешнями!» — каже він переможно оповідачеві.
Через деякий час оповідач поселяється в селі за кілька верст від багатого маєтку. Його запрошують в гості, і від господаря маєтку оповідач дізнається кінець цієї історії. Виявляється, власник цього маєтку — граф, який був суперником Сільвіо. Як тільки Сільвіо дізнався, що граф вирішив одружитися, він відвідує його і знову нагадує про дуель. Граф погоджується стрілятися, Сільвіо пропонує йому кинути жереб, кому стріляти першим і почати дуель заново, граф промахується і влучає в картину, що висить над каміном. Тепер життя графа в руках Сільвіо, він, витримавши паузу, з насолодою сказав, що задоволений, тому що бачив, як його суперник на цей раз збентежений і розгублений — йому цього достатньо для задоволення його помсти. Йдучи з дому графа, Сільвіо, майже не цілячись, стріляє і влучає в те саме місце, куди влучила куля графа.

## У ролях
- Олексій Ейбоженко —  оповідач
- Леонід Філатов —  Сільвіо
- Олег Янковський —  граф
- Неллі Волшанінова —  графиня
- Микола Денисов —  поручик
- Микола Трофімов —  слуга-інвалід
- Микола Власов —  лакей в будинку графа

## Знімальна група
- Режисер:  Петро Фоменко
- Оператор: Борис Лазарев
- Художник: Станіслав Морозов